# 反扭稜小星形十二面體
在幾何學中，反扭稜小星形十二面體是一種星形均勻多面體，索引為U60，是中逆五角六十面体的對偶多面體，並且與扭稜小星形十二面體拓樸同構。

## 性質
反扭稜小星形十二面體共由84個面、150條邊和60個頂點組成，歐拉示性數為-6。在其84個面中，有60個正三角形面、12個正五邊形面和12個正五角星面其60個頂點每個頂點都是1個正十角星、1個五角星和3個三角形的公共頂點，並且這些面在頂都周圍皆是依照三角形、反向相接的五角星、三角形、三角形、五邊形和三角形的順序排列，在頂點圖中可以用(3,5⁄3,3,3,5)、(5⁄3,3,3,5,3)或(5.3.5⁄3.3.3)來表示。

### 表示法
反扭稜小星形十二面體在考克斯特—迪肯符号中可以表示為，在施莱夫利符号中可以表示為sr{5⁄3,5}，在威佐夫記號中可以表示為| 5⁄3 2 5
或| 2 5⁄3 5:180。

### 二面角
反扭稜小星形十二面體有三種二面角，分別為五邊形面和三角形面的二面角、三角形面和三角形面的二面角以及五角星面和三角形面的二面角。其中五邊形面和三角形面的二面角的值為多項式4100625 x8-32805000 x7+95863500 x6-119799000 x5+68311350 x4-20763000 x3+7189740 x2-2234280 x+201601之正實根（約為0.132650687）的平方根（約為0.36421242）的反餘弦值，約為68.640878254度；三角形面和三角形面的二面角的值為多項式6561 x4-20412 x3+30942 x2-20556 x+4489之正實根（約為0.4216231174）的負平方根的反餘弦值，約為130.490738467度；五角星面和三角形面的二面角的值為多項式4100625 x8-32805000 x7+95863500 x6-119799000 x5+68311350 x4-20763000 x3+7189740 x2-2234280 x+201601之正實根（約為0.9627736877）的平方根（約為0.9812103178）的反餘弦值，約為11.124480107度。

### 尺寸
若反扭稜小星形十二面體的邊常為單位長，則其外接球半徑為多項式{\displaystyle 64x^{4}-192x^{3}+180x^{2}-65x+8}之較小正實根（約為0.72527）的平方根，約為0.8516302。

## 相關多面體
兩個反扭稜小星形十二面體可以複合成均勻複合體，稱為二複合反扭稜小星形十二面體。
| 二複合反扭稜小星形十二面體 |